# Viviparus boettgeri
Viviparus boettgeri е вид охлюв от семейство Viviparidae.

## Разпространение
Видът е разпространен в Китай (Хайнан).